# Live al Rototom
Live al Rototom è un album dei Diaframma, registrato dal vivo il 6 dicembre 1997 al Rototom di Spilimbergo, e pubblicato il 30 maggio 2000 per la sola vendita online.

## Tracce
1. In perfetta solitudine – 4:01
2. Io amo lei – 4:14
3. Diamante grezzo – 4:22
4. Un temporale in campagna – 3:22
5. Verde – 5:35
6. Siberia – 7:21
7. Tre volte lacrime – 4:51
8. Manca l'acqua – 2:26
9. Amsterdam – 7:03
10. Caldo – 3:50
11. Gennaio – 4:25
12. Libra – 3:49

## Formazione
- Federico Fiumani - voce, chitarra
- Riccardo Biliotti - basso
- Simone Giuliani - tastiere
- Alessandro Gerbi - batteria